# Estación Tijeral
Tijeral es una antigua estación ubicada en la comuna chilena de Renaico la Región de la Araucanía, que fue punta de rieles del Ferrocarril Talcahuano - Chillán y Angol, a fines del siglo XIX. Luego, pasó a ser ramal Renaico - Angol, cuando se decidió trazar la vía principal vía Collipulli, hasta Victoria, y luego a Temuco.
- Datos: Q5845121